# Escudo de la Alemania nazi
El escudo de la Alemania Nazi se refiere al escudo utilizado por Alemania durante la época del Tercer Reich, desde 1935 hasta 1945.

## Historia
La Alemania nazi usó el escudo de la República de Weimar hasta 1935. El Partido Nazi utilizó un nuevo escudo basado en el escudo de su partido, el cual consistió en un águila negra con la cabeza girada a la derecha, parada sobre una corona de hojas de roble en cuyo interior se encuentra una esvástica. La Alemania nazi usó el escudo de armas de Weimar hasta 1935. El Partido Nazi usó un águila negra sobre una corona de roble estilizada, con una esvástica en el centro. A dicha águila se le llamó Reichsadler, y simbolizaba al país. Hubo otra versión con el águila con la cabeza girada a la derecha, la cual simboliza al Partido Nazi, llamada Parteiadler. El emblema fue establecido por un reglamento elaborado por Adolf Hitler, el 5 de noviembre de 1935:

Para expresar la unidad del partido y el estado también en relación con sus emblemas, decido:
Artículo 1 El reich tiene como emblema nacional el emblema del Partido Nacionalsocialista Obrero Alemán.
Artículo 2 Los emblemas nacionales de la Wehrmacht permanecen intactos.
Artículo 3 Se cancela el anuncio sobre el escudo de armas imperial y el águila imperial (Reichsgesetzbl. Pg 1877).
Artículo 4 De acuerdo con el Representante del Führer, el Ministro del Interior del Reich promulgará las regulaciones necesarias para implementar el artículo 1.

- El canciller del Führer y el Reich Adolf Hitler (y otros), Reglamento relativo al emblema nacional del Reich de 5 de noviembre de 1935
Hitler agregó el 7 de marzo de 1936 que:

En relación con el Reglamento relativo al emblema nacional del reich del 5 de noviembre de 1935, artículo 1 decido: El emblema nacional del Reich muestra la esvástica, rodeada por una corona de roble, en la corona de roble un águila con las alas extendidas. La cabeza del águila se gira a la derecha. Para el diseño heráldico del emblema nacional, los patrones incluidos son determinantes. El diseño artístico es variado para cada propósito especial.

-  El canciller del Führer y del Reich Adolf Hitler (y otros), Reglamento relativo al diseño del emblema nacional del Reich de 7 de marzo de 1936.